# 中別府葵
中別府 葵（なかべっぷ あおい、1990年〈平成2年〉9月13日 - ）は、日本の女性ファッションモデル、女優、タレント。
熊本県合志市出身 。ホリプロ所属。明治学院大学卒。

## 略歴
2005年の第30回『ホリプロタレントスカウトキャラバン』最終選考進出をきっかけに芸能界にデビューした。
2006年からファッション雑誌『mina』（夕星社）の専属モデルとして活動していた。
2007年に、2008年度の東レキャンペーンガールに選ばれた。その期間中、当時東レの女子バレーボールチームに所属していた木村沙織と出会い親しくなった。
2009年3月4日に日出高等学校を卒業。同期には浦浜アリサがおり、仲もよい。
その他には山田優、山崎静代（南海キャンディーズ）などと仲が良い。
2009年4月1日に明治学院大学社会学部社会学科に入学。
2013年4月には2012年4月に結成した「TOKYO GIRLS RUN」の2期生としてメンバーとなり「東京ガールズコレクション」にも出演。その他モデルとして「神戸コレクション」、「福岡アジアコレクション」、「東京ランウェイ」などにも出演。
2017年、熊本を舞台にした映画『うつくしいひと サバ？』に出演。同作は地元開催の「くまもと復興映画祭」においてオープニング上映され、ゲストの1人として登壇した。また同年、八千代座で開かれた斎藤工移動映画館プロジェクト「cinemabird」に登場、「したまちコメディ映画祭」にも登壇するなど、近年は映画関連の仕事も多い。
2022年7月から2024年6月まで、舞台『ハリー・ポッターと呪いの子』にハーマイオニー・グレンジャー役で出演。
2024年11月、Leadのメンバー鍵本輝と結婚。
2025年3月15日、第1子出産を発表。

## 人物
- 特技・趣味は小学校から始めた水泳、新体操。
- ダイエット検定1級を取得
- 事務所の先輩であり、体格も似ていることから和田アキ子級の大型新人とも報道された。
- ファッション雑誌『mina』（夕星社）の専属モデルを8年継続した後2015年3月号をもって卒業した[11]。

## 出演
太字は主演作品

### テレビドラマ
- マイ☆ボス マイ☆ヒーロー（2006年7月 - 9月、日本テレビ） - 3年C組生徒（ゲスト出演、本名不明）役
- ライフ（2007年6月 - 9月、フジテレビ） - 間宮智恵 役
- キミ犯人じゃないよね? 第3話（2008年4月25日、テレビ朝日） - サンディ・耀子・黒部 役
- ウォーキン☆バタフライ（2008年7月 - 9月、テレビ東京） 初主演作品- 寅安ミチコ 役
- ガリレオ エピソードΦ（2008年10月4日、フジテレビ）
- メイちゃんの執事（2009年1月 - 3月、フジテレビ） - 夏目不二子 役
- 任侠ヘルパー（2009年7月 - 9月、フジテレビ） - 日野弥生 役
  - 任侠ヘルパースペシャル（2011年1月9日、フジテレビ） - 日野弥生 役
- サムライ・ハイスクール 第1、2話（2009年10月17日、24日、日本テレビ） - 香苗 役
- リアル・クローズ 第6、7話（2009年11月17日、24日、関西テレビ/フジテレビ） - 小西まみ 役
- コード・ブルー -ドクターヘリ緊急救命- 2nd season 第3話（2010年1月25日、フジテレビ） - 斉藤沙希 役
- ホタルノヒカリ2（2010年7月 - 9月、日本テレビ） - 杉下真菜 役
- 外交官・黒田康作 第1話（2011年1月13日、フジテレビ） - 晴子 役
- 桜蘭高校ホスト部 第3話（2011年8月5日、TBS） - 城之内綾女 役
- ハイスクール歌劇団☆男組（2012年10月6日、中部日本放送/TBS） - 清瀬夏樹 役
- イロドリヒムラ 第2話（2012年10月22日、TBS）
- 赤川次郎原作 毒<ポイズン> 第6話（2012年11月8日、読売テレビ/日本テレビ） - 牧本弥生 役
- 天の方舟（2012年12月、WOWOW） - 塩田の愛人 役
- 雲の階段（2013年4月 - 6月、日本テレビ） - 川合ゆかり 役
- スイッチガール!!2 第2、3話（2012年12月14日、21日、フジテレビTWO、2013年4月2日、3日、フジテレビ） - 仁藤 役
- ぶっせん（2013年7月 - 9月、TBS） - 三条翼 役
- 青山ワンセグ開発「ハイレグパンダ」（2013年8月、Eテレ）
- 山田くんと7人の魔女 第7話（2013年9月21日、フジテレビ） - 宮村レオナ 役
- 連続テレビ小説 花子とアン（2014年上半期、NHK） - 大倉澄子 役
- キャロリング〜クリスマスの奇跡〜（2014年11月 - 12月、NHK BSプレミアム） - レイ 役
- 女はそれを許さない 第6話（2014年11月25日、TBS） - 小沢理恵子 役
- 月曜ゴールデン 刑事シュート しゅうと&ムコの事件日誌5（2015年3月2日、TBS） - 佐藤芽亜里 役
- 医師たちの恋愛事情（2015年4月9日 - 6月18日、フジテレビ） - 若林芹香 役
- REPLAY & DESTROY 第5話、最終話（2015年、TBS） - 宇野英子 役
- サイレーン 刑事×彼女×完全悪女 第6、7話（2015年、関西テレビ） - まひる 役[2]
- 月曜名作劇場
  - 「あんみつ検事の捜査ファイル 女検事の涙は乾く」（2016年6月13日、TBS） - 高嶋朋子 役
  - 「あんみつ検事の捜査ファイル2 白骨夫人の遺言書」（2017年2月6日、TBS） - 高嶋朋子 役
- 金曜プレミアム「女医・倉石祥子4 死の内科病棟」（2016年10月21日、フジテレビ） - 神林雪子 役
- やれたかも委員会（2018年5月22日、TBS）
- 不倫食堂2（2019年7月-8月、FOD）
- 警視庁捜査一課長2020（2020年、テレビ朝日）

### その他テレビ番組
- くまパワ・くまパワJ、くまパワ+（2017年より KAB）

### CM
- アミノサプリナイン（キリンビバレッジ 2006年4月）

### 映画
- 16（jyu-roku）（2007年）
- TOKYO! メルド（2008年）
- 僕らの方程式（2008年） - 園田椿 役
- イエスタデイズ（2008年） - 槙村茜音 役
- 劇場版 カンナさん大成功です!（2009年） - 隅田川菜々子 役
- ホタルノヒカリ（2012年）
- 舟を編む（2013年）
- ライヴ（2014年） - ボウガンエンジェル 役
- うつくしいひと サバ?（2017年）

### 舞台
- 煮詰る頃（2011年1月22日 - 1月30日、恵比寿エコー劇場）[12]
- 新・日ノ丸レストラン（2011年4月9日 - 4月17日、池袋あうるすぽっと）[13]
- ニッポン無責任新世代（2011年7月15日 - 7月30日、シアタークリエ、地方）[14]
- 幻蝶（2012年3月 - 4月、シアタークリエ、地方）[15]
- ハイスクール歌劇団☆男組（2012年9月12日 - 23日、天王洲銀河劇場） - 清瀬夏樹 役[16]
- ぶっせん（2013年11月6日 - 17日、TBS赤坂ACTシアター / 12月6日、梅田芸術劇場メインホール）[17]
- ゴースト・レストラン（東京ミーコ #4、2015年8月11日 - 16日、赤坂RED/THEATER） - 主演（※上野なつひとダブル主演）[18][19]
- 浮標（2016年、世田谷パブリックシアター）
- 春のめざめ（2017年、KAAT神奈川芸術劇場 他）[20]
- ユーミン×帝劇 vol.3 朝陽の中で微笑んで（2017年11月27日 - 12月20日、帝国劇場） - 美貴 役[21]
- プラトーノフ（2019年、東京芸術劇場プレイハウス） - マリヤ役
- 春のめざめ（再演）（2019年、KAAT神奈川芸術劇場 他） - イルゼ役[22]
- ラヴズレイバーズロスト〜恋の骨折り損〜（2019年、シアタークリエ） - フランス王女役
- コントと音楽vo1 振り返れない（2019年12月26日 - 28日）
- 悪魔の毒毒モンスター（2020年3月16日 - 4月、大手町よみうりホール） - サラ役
- メリリー・ウィー・ロール・アロング～あの頃の僕たち～（2021年5月 - 6月、新国立劇場） -  新人女優メグ役
- ジュリアス・シーザー（2021年9月 - 11月、渋谷PARCO劇場）
- ハリー・ポッターと呪いの子（2022年6月プレビュー公演、2022年7月8日 - 2024年6月、TBS赤坂ACTシアター） - ハーマイオニー・グレンジャー 役（早霧せいな〈～2023年5月〉/ 笹本玲奈〈2023年8月～〉とのダブルキャスト）[7][8]

### MV
- HI LOCKATION MARKETS「今 吹く風」（2008年）